# 원숭이와 게의 싸움

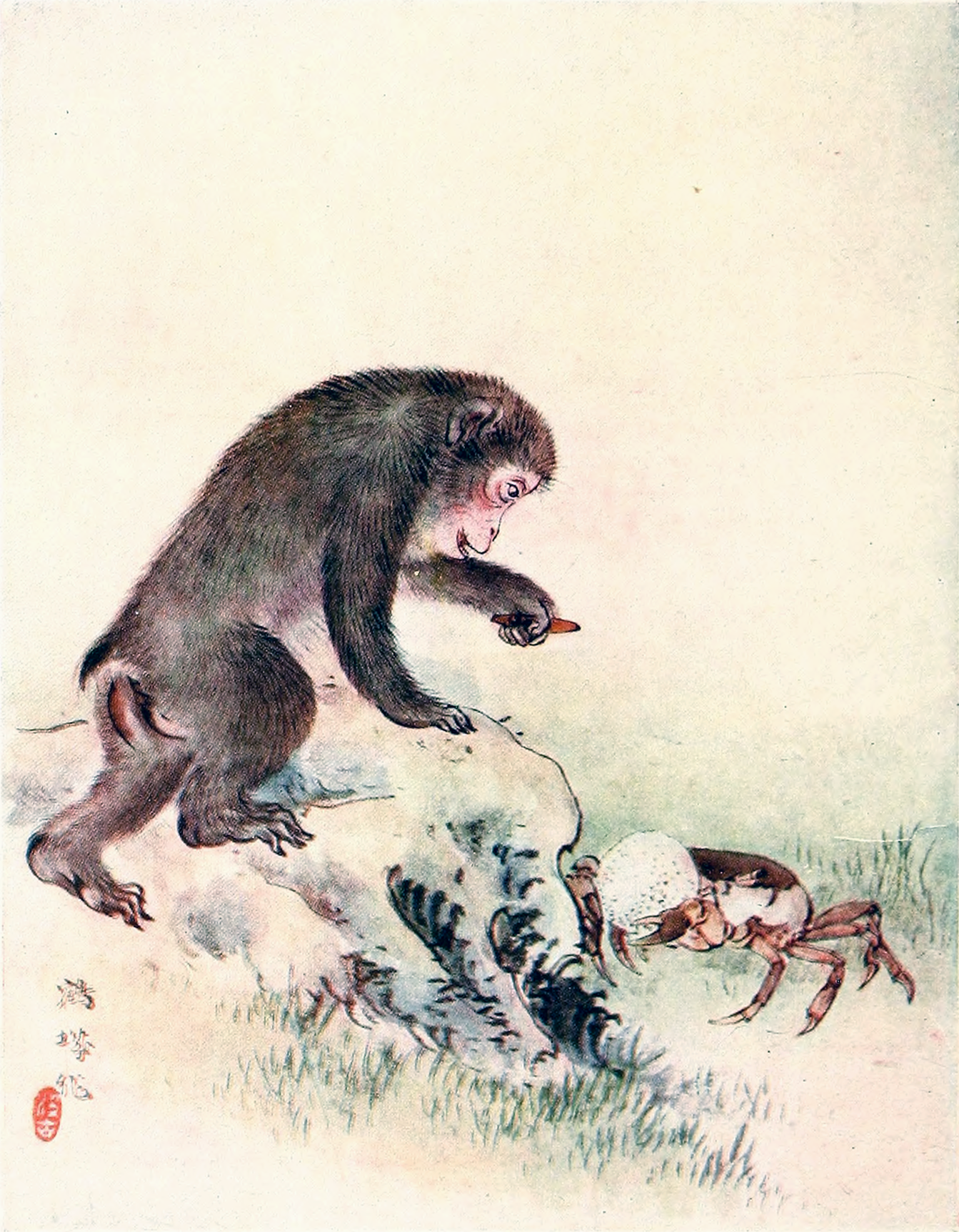
원숭이와 게

원숭이와 게의 싸움(일본어: さるかに合戦)은 일본의 전래동화이다. 교활한 원숭이가 게를 속여서 죽이고 죽은 게의 아이들에게 복수당한다는 이야기이다.